# Ernst Curtius
Ernst Curtius (ur. 2 września 1814 w Lubece, zm. 11 lipca 1896 w Berlinie) – niemiecki archeolog i historyk.

## Życiorys
Był synem Carla Georga Curtiusa, syndyka miasta Lubeki. Studiował najpierw historię starożytną u Friedricha Gottlieba Welckera oraz filozofię u Christiana Augusta Brandisa na Uniwersytecie w Bonn. Ukończył studia na Uniwersytecie w Getyndze pod opieką Karla Otfrieda Müllera.
Po studiach w 1837 wyjechał ze swym profesorem Brandisem w podróż do Grecji, gdzie zajmowali się badaniami archeologicznymi. Był również domowym nauczycielem dzieci Brandisa. Następnie podejmował kolejne podróże po Grecji i Włoch. W 1841 doktoryzował się na Uniwersytecie w Halle na podstawie pracy De portubus Athenarum commentatio, a w 1843 uzyskał habilitację na Uniwersytecie Berlińskim na podstawie dysertacji Anecdota Delphica.
Następnie był nauczycielem domowym księcia Fryderyka Wilhelma, późniejszego cesarza Fryderyka III, a także profesorem nadzwyczajnym na Uniwersytecie Berlińskim.
W 1852 rozpoczął prace wykopaliskowe w Olimpii. Od 1855 do 1867 był profesorem Uniwersytetu w Getyndze, a następnie w Berlinie.
Od 1875 kierował pracami archeologicznymi w Olimpii. Odkrył wówczas m.in. Świątynię Zeusa Olimpijskiego oraz posąg Hermesa z Dionizosem na ręku Praksytelesa. W 1884 odznaczony został bawarskim Orderem Maksymiliana. W 1879 otrzymał order Pour le Mérite za wkład w dziedzinie nauki i sztuki.
Jego główną pracą jest Historia Grecji wydana w latach 1857–1861.

## Życie prywatne
Jego brat Georg Curtius był znanym filologiem, a wnuk Ernst Robert Curtius historykiem literatury i eseistą.

## Publikacje
- Klassische Studien Bonn 1840 (współautor: Emanuel Geibel)
- Inscriptiones atticae duodecim Berlin 1843
- Anecdota Delphica Berlin 1843
- Akropolis von Athen. Ein Vortrag Berlin 1844
- Naxos Berlin 1846
- Peloponnes Gotha 1/1851 – 2/1852
- Olympia Berlin 1852
- Ionier Berlin 1855
- Griechische Geschichte (Historia Grecji) Berlin 1/1857 – 3/1861
  - Część 1: Von den Uranfängen bis zum Tode des Perikles
  - Część 2: Blüte und Verfall Griechenlands
- Sieben Karten zur Topographie von Athen nebst erläuterndem Text Gotha 1868
- Beiträge zur Geschichte und Topographie Kleinasiens Berlin 1872
- Über den religiösen Charakter der griechischen Münzen Berlin 1872
- Ephesus Berlin 1874
- Altertum und Gegenwart Berlin 1/1875 – 2/1882
- Atlas von Athen Berlin 1878 (współautor: Johann August Kaupert)
- Ausgrabungen zu Olympia Berlin 1/1877 – 3/1878 (współautor: Friedrich Adler)